# Быстрый (тендер)
«Быстрый» — парусный тендер или катер, а затем ластовое судно Черноморского флота Российской империи, находившееся в составе флота с 1833 года. Во время службы использовался в качестве крейсерского и брандвахтенного судна, а также для портовой службы.

## Описание судна
Одномачтовое судно с деревянным корпусом и парусным вооружением тендера, в различных источниках упоминается в качестве парусного тендера или катера. Длина судна по сведениям из различных источников составляла 16,3—16,4 метра, ширина — 6,8 метра, а осадка — 3,4 метра. Вооружение тендера могли составлять от 10 до 12 орудий.

## История службы
Тендер «Быстрый» был заложен на стапеле Севастопольского адмиралтейства 9 (21) августа 1832 года и после спуска на воду 28 мая (9 июня) 1833 года вошел в состав Черноморского флота России. Строительство вёл кораблестроитель подпоручик С. И. Чернявский.
В 1833 году находился в порту Севастополя.
В кампании с 1834 по 1840 год выходил в крейсерские плавания к берегам Кавказа.
В 1841 году был перечислен в ластовые суда.
В кампании с 1841 по 1851 год судно несло брандвахтенную службу в Очакове.
Сведений о завершении службы ластового судна «Быстрый» в составе Российского императорского флота не сохранилось.

## Командиры судна
Командирами судна «Быстрый» в составе Российского императорского флота в разное время служили:
- А. Х. Кокараки (1833—1835 годы);
- В. П. Рыкачев (1836—1837 годы);
- М. М. Микрюков (1838—1840 годы);
- П. А. Леонов (1841—1843 годы);
- П. Г. Пухов (1844 год);
- А. И. Маврин (1845—1846 годы);
- Г. А. Федотов (1847 год);
- П. Ф. Рамклу (до июня 1848 года);
- А. И. Жевахов (с июня 1848 года до 1851 года).